# Rattus praetor
Rattus praetor är en däggdjursart som först beskrevs av Thomas 1888.  Rattus praetor ingår i släktet råttor och familjen råttdjur. IUCN kategoriserar arten globalt som livskraftig. Inga underarter finns listade i Catalogue of Life.
Denna råtta förekommer på Nya Guinea, på Bismarckarkipelagen, på Salomonöarna och på mindre öar i området. Arten når i bergstrakter 2000 meter över havet. Rattus praetor kan anpassa sig till olika habitat, särskild till landskap som förändrades av människan.
Individerna gräver underjordiska bon. Honor kan para sig hela året. Per kull föds 2 till 7 ungar.